# Artona lucasseni
Artona lucasseni es una especie de polilla del género Artona, familia Zygaenidae.
Fue descrita científicamente por Snellen en 1903.